# Emersonella pubipennis
Emersonella pubipennis är en stekelart som beskrevs av Christer Hansson 2002. Emersonella pubipennis ingår i släktet Emersonella och familjen finglanssteklar.
Artens utbredningsområde är Panama. Inga underarter finns listade i Catalogue of Life.